# Позашлюбний секс
Позашлю́бний секс — статевий акт між людьми, які не перебувають у шлюбі один з одним. З цим поняттям часто асоціюють людей з високим лібідо. Практично усіма конфесіями позашлюбний секс табуйований як гріх. Крім того, його засуджували деякі з атеїстичних режимів, наприклад, у СРСР позашлюбний секс трактувався як розпуста, поведінка, що не відповідає гідності «радянської людини».

## Закон
Там, де позашлюбні статеві зв'язки порушують сексуальні норми, це може також трактуватись як перелюбство (сексуальні стосунки між одруженою людиною та іншою особою, яка не є чоловіком/дружиною), блуд (сексуальні дії між неодруженими людьми), або зради. Ці терміни можуть також нести моральні або релігійні наслідки в цивільному або релігійному праві.
Позашлюбний секс не є незаконним у багатьох країнах та більшості штатів США Інші держави дозволяють ошуканих людей подати в суд на своїх екс-партнерів-коханців для відчуження прихильності.
Позашлюбний секс є незаконним у деяких мусульманських країнах, включаючи Саудівську Аравію, Пакистан, Афганістан, Іран, Кувейт, Мальдіви, Марокко, Оман, Мавританія, Об'єднані Арабські Емірати, Катар, Судан, Єгипет та Ємен.